# Гозвин фон Тримберг
Гозвин фон Тримберг (на немски: Goswin von Trimberg; † сл. 1151) от франкската благородническа фамилия Тримберг, е първият известен господар на замък Тримберг при Елферсхаузен в Бавария. Споменат е в документи от 1136 до 1151 г.
През 1135 г. Гозвин започва да строи замък Тримберг. Родът на господарите на Тримберг изчезва по мъжка линия през 1384 г.

## Деца
Гозвин фон Тримберг се жени за жена с неизвестно име и има синовете:
- синове (* пр. 1144 – ?), споменати в документи 1144
- Хайнрих фон Тримберг († сл. 1189), споменат в документи (1151 до 1189)
- Попо фон Тримберг († сл. 1189), споменат в документи (1151 до 1189), баща на Конрад I фон Тримберг († сл. 1230)
- Гозвин фон Тримберг († сл. 1187), споменат в документи (1158 до 1187)